# Římskokatolická farnost Dolní Bojanovice
Římskokatolická farnost Dolní Bojanovice je jedno z územních společenství římských katolíků v obci Dolní Bojanovice s farním kostelem svatého Václava.

## Území farnosti
- Dolní Bojanovice s farním kostelem sv. Václava
- Josefov s kaplí Všech svatých

## Historie farnosti

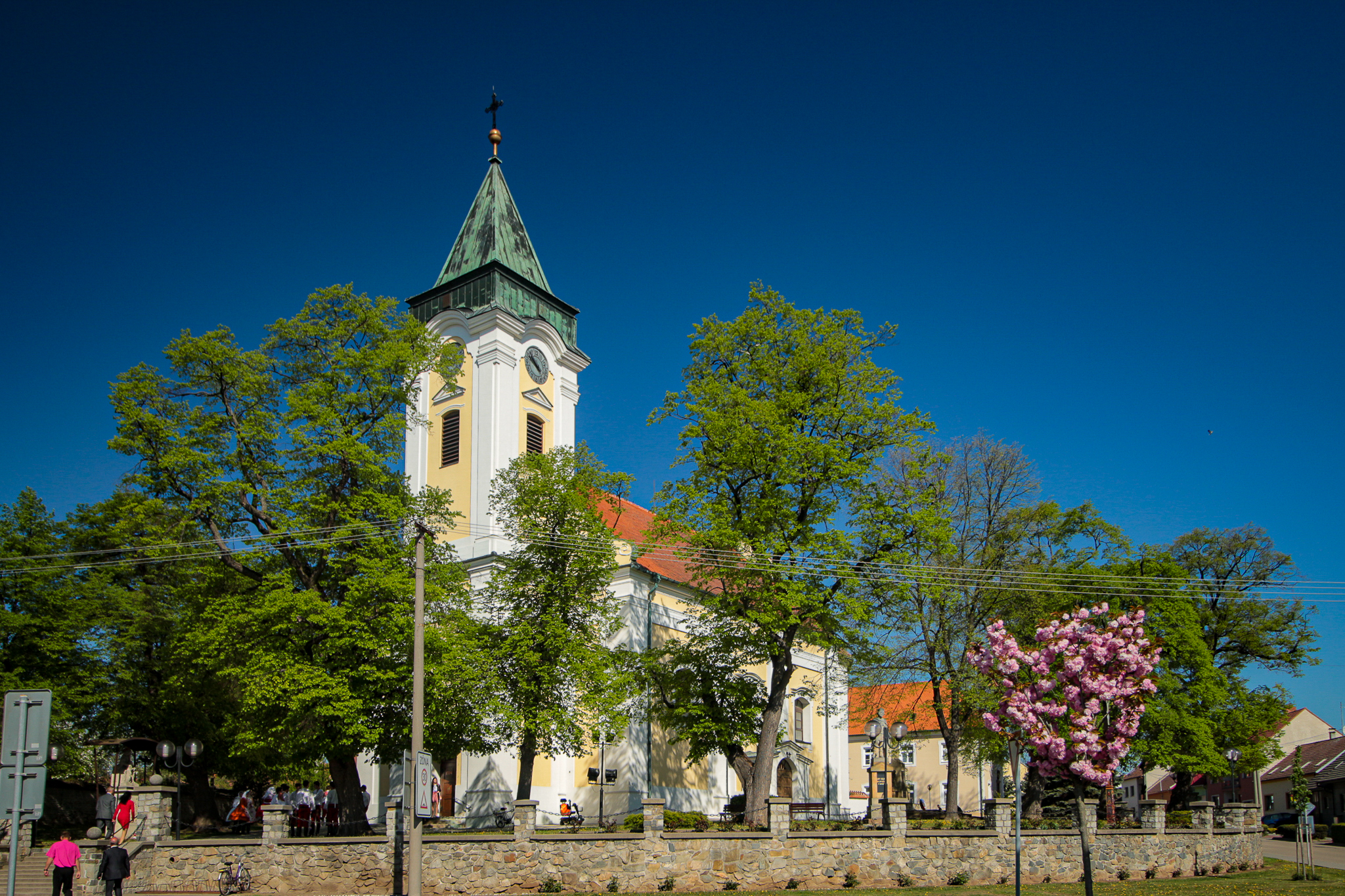
Kostel sv. Václava

První písemná zmínka o obci Dolní Bojanovice pochází z roku 1196, první doklad o zdejším kostele pak z roku 1398.

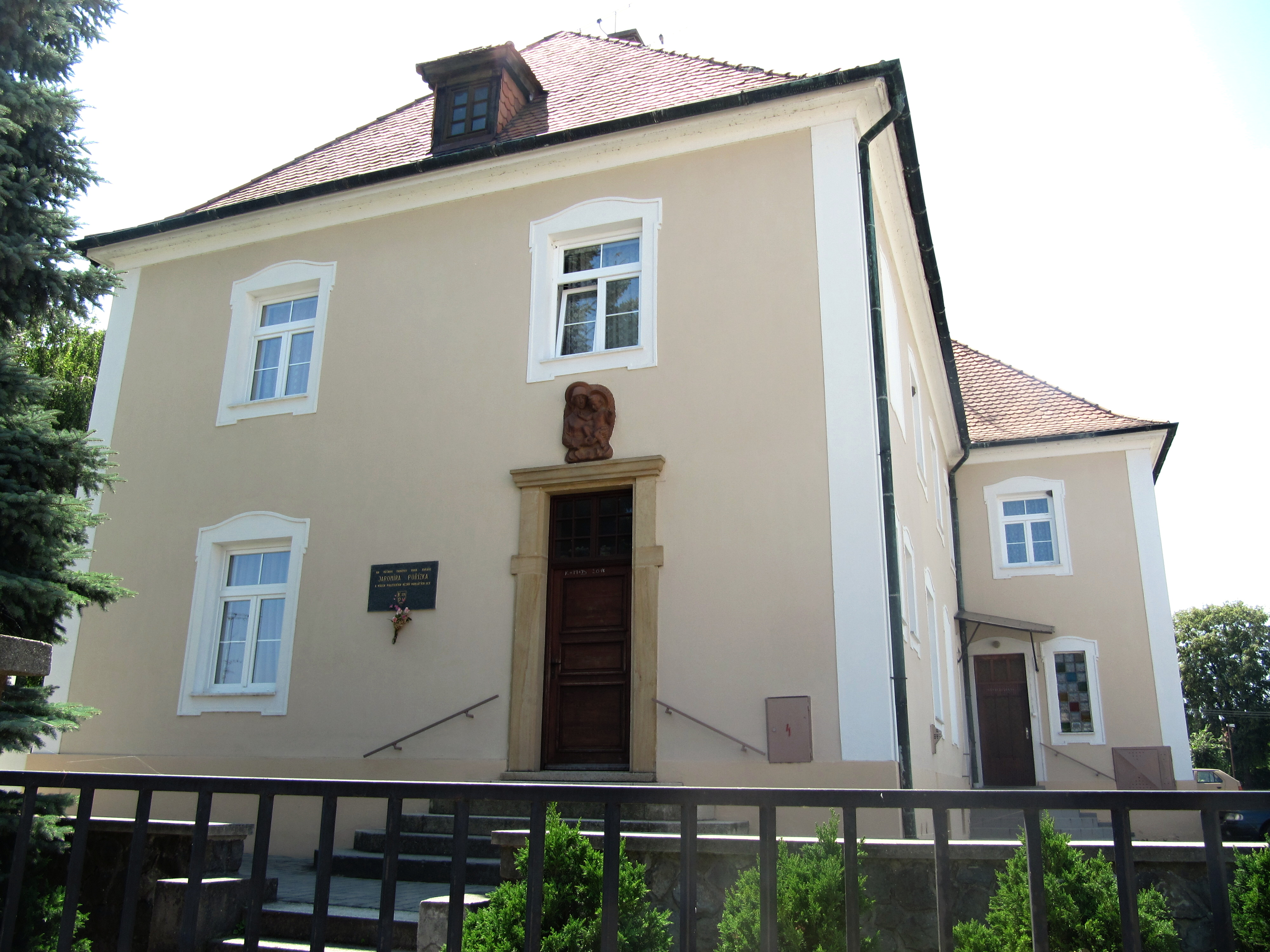
Fara v Dolních Bojanovicích

Po husitských válkách patřilo v 16. století hodonínské panství i s Dolními Bojanovicemi nekatolické šlechtě, která kostely obsazovala převážně protestantskými kněžími.
Po odchodu nekatolických kazatelů po bitvě na Bílé hoře (1620) byla farnost neobsazena. Roku 1645 kostel vyhořel a byl opraven až roku 1670. Protože i nadále chátral a byl pro ves malý, byl nakonec zbořen a na stejném místě byl v roce 1734 postaven nynější kostel svatého Václava. Nový kostel však i nadále zůstal bez stálého duchovního správce. Teprve 1. ledna 1745 majitel hodonínského panství dosadil lokálního kaplana Matěje Hubalíka, hodonínského rodáka a později faráře v Hodoníně. Samostatná farnost byla v Dolních Bojanovicích zřízena až v roce 1843.

## Duchovní správci
V letech 1992–2005 byl farářem R. D. Antonín Blaha, od 1. srpna 2005 je jím R. D. Mgr. Petr Karas.

## Kněží pocházející z farnosti
Z Dolních Bojanovic pocházel emeritní brněnský pomocný biskup Petr Esterka (nar. 1935 – 10. srpna 2021 zemř.). V roce 1969 měl ve farnosti primici zdejší rodák Jan Topenčík, 4. července 1987 Jiří Kaňa. V roce 2015 byl vysvěcen novokněz pocházející z farnosti Mgr. Cyril Josef Komosný, OFMCap., až do r. 2023 kvardián (představený) kláštera kapucínů v Brně. Dne 2. července 2022 byl na kněze vysvěcen dolnobojanovický rodák, jezuita Jiří Hebron, který následně 5. července téhož roku slavil v Dolních Bojanovicích primiční Mši svatou.

## Bohoslužby
| Kostel              | Místo            | Bohoslužba (den)                                 | Hodina                                        | Poznámka        |
| ------------------- | ---------------- | ------------------------------------------------ | --------------------------------------------- | --------------- |
| sv. Václava         | Dolní Bojanovice | neděle pondělí úterý středa čtvrtek pátek sobota | 7:00, 10:00, 18:30 6:30 18:00 6:30 18:00 7:00 | farní kostel    |
| kaple Všech svatých | Josefov          | neděle čtvrtek                                   | 8:30 18:00                                    | filiální kostel |

## Aktivity ve farnosti
Den vzájemných modliteb farností za bohoslovce a bohoslovců za farnosti brněnské diecéze i Adorační den připadá na 8. srpna.
Ve farnosti se pravidelně pořádá tříkrálová sbírka. Při sbírce v roce 2016 se vybralo v Dolních Bojanovicích 137 063 korun a v Josefově 17 800 korun. 
V roce 2012 se farnost zapojila do projektu Noc kostelů. V lednu 2017 se ve farnosti konala mše svatá za oběti rasové nenávisti pocházející z obce, především židovské rodiny deportované za druhé světové války.
V neděli 15. května 2022 přinesla TV Noe přímým přenosem mši svatou 5. neděle velikonoční z plně obsazeného chrámu sv. Václava v Dolních Bojanovicích, kterou celebroval P. Mgr. Petr Karas.
Další významný televizní přenos se uskutečnil v sobotu 24. prosince 2022, kdy v průběhu štědrovečerní vánoční vigílie, celebrované P. Petrem Karasem, provedl Svatováclavský sbor také Českou mši vánoční Jakuba Jana Ryby. Půlnoční mši doplnili další hudebníci na věži kostela sv. Václava, v prostoru u zvonů hrající skladby oslavující Kristovo narození, což TV Noe také přímo přenášela.
Velikonoční vigílie v sobotu 9. dubna 2023 ve zcela zaplněném kostele svatého Václava, včetně svěcení ohně a zapálení paškálu po setmění před chrámem, celebrovaná P. Petrem Karasem za účasti dalších kněží, byla rovněž v plném rozsahu přenášena na hlavním vysílacím kanálu TV Noe. Slavnost vzkříšení byla zakončena průvodem za znění "chorálu" "Vesel se nebes královno", jíž zpíval nejen sbor, ale i všichni účastníci.
Slavnostní mše svatá na Hod Boží Vánoční, celebrovaná P. Petrem Karasem, za účasti Svatováclavského sboru, byla rovněž v pondělí 25. prosince 2023 televizí Noe přímo přenášena. Podobně tomu bylo i při mši k oslavě Kristova narození ve středu 25.12.2024.
Každý týden vychází zpravodaj Farní listy, čtvrtletně pak farní časopis Cesta.